# (2458) Veniakaverin
(2458) Veniakaverin ist ein Asteroid des Hauptgürtels, der am 11. September 1977 vom russischen Astronomen Nikolai Stepanowitsch Tschernych am Krim-Observatorium in Nautschnyj (IAU-Code 095) entdeckt wurde.
Der Asteroid wurde nach dem sowjetischen Schriftsteller Weniamin Alexandrowitsch Kawerin (1902–1989) benannt, der ein Mitbegründer der literarischen Gruppe der Serapionsbrüder war.